# Хвойник
Хво́йник, или эфе́дра (лат. Éphedra) — род кустарников класса Гнетовые, единственный род своего семейства Хво́йниковые, или Эфе́дровые (Ephedraceae) и своего порядка Хвойниковые, или Эфедровые (Ephedrales).

## Название
Род известен под несколькими русскими названиями (полевая малина, хвойник, эфедра, кузьмичова трава и другие).
Одно название — «хвойник» (так часто неправильно называют все культивируемые голосеменные), оно встречается в научной и научно-популярной литературе.
Название «эфедра», являющееся транслитерацией латинского названия, применяется, как и «хвойник», и в научной, и научно-популярной литературе, это название используется также в садоводческой литературе.
Ещё одно название хвойника — «кузьмичова трава» (реже «кузьмичёва трава» и «кузмичова трава»); такое название связано с именем крестьянина, народного лекаря из Самары Фёдора Кузьмича Муховникова (по другим данным, его фамилия Муховиков), который в 1870-х — 1880-х годах активно популяризировал применение растения в медицинских целях. Иногда под названием «кузьмичова трава» понимают только один вид из этого рода — хвойник двуколосковый (Ephedra distachya).

## Ботаническое описание
Кустарники, иногда лазящие, реже небольшие деревья, высотой от 2—7 см до 1,5—5 м, с членистыми зелёными ветвями.
Листья очень маленькие, редуцированные до чешуевидных влагалищ.
Растения обычно двудомные, редко однодомные. Мужские колоски сидячие или на ножках, состоят из черепитчато расположенных парных прицветников, окружающих тычиночную колонку, иногда ветвистую, с сидячими пыльниками в верхней части. Женские колоски часто скучены в соцветия, сидячие или на длинных ножках, с одной — тремя семяпочками, окружёнными двумя — четырьмя парами более или менее сросшихся прицветников.
Семена с эндоспермом. При созревании опадают вместе с кожистым присемянником, образующимся из сросшихся парных прицветников.
Цветение в июне — июле. Семена созревают в июле — августе.
Кариотип большинства видов соответствует диплоидному хромосомному набору 2n=14, часть видов — тетраплоиды (4n=28), у Ephedra gerardiana наряду с диплоидными и тетраплоидами отмечены также октаплоиды (8n=56).

## Распространение

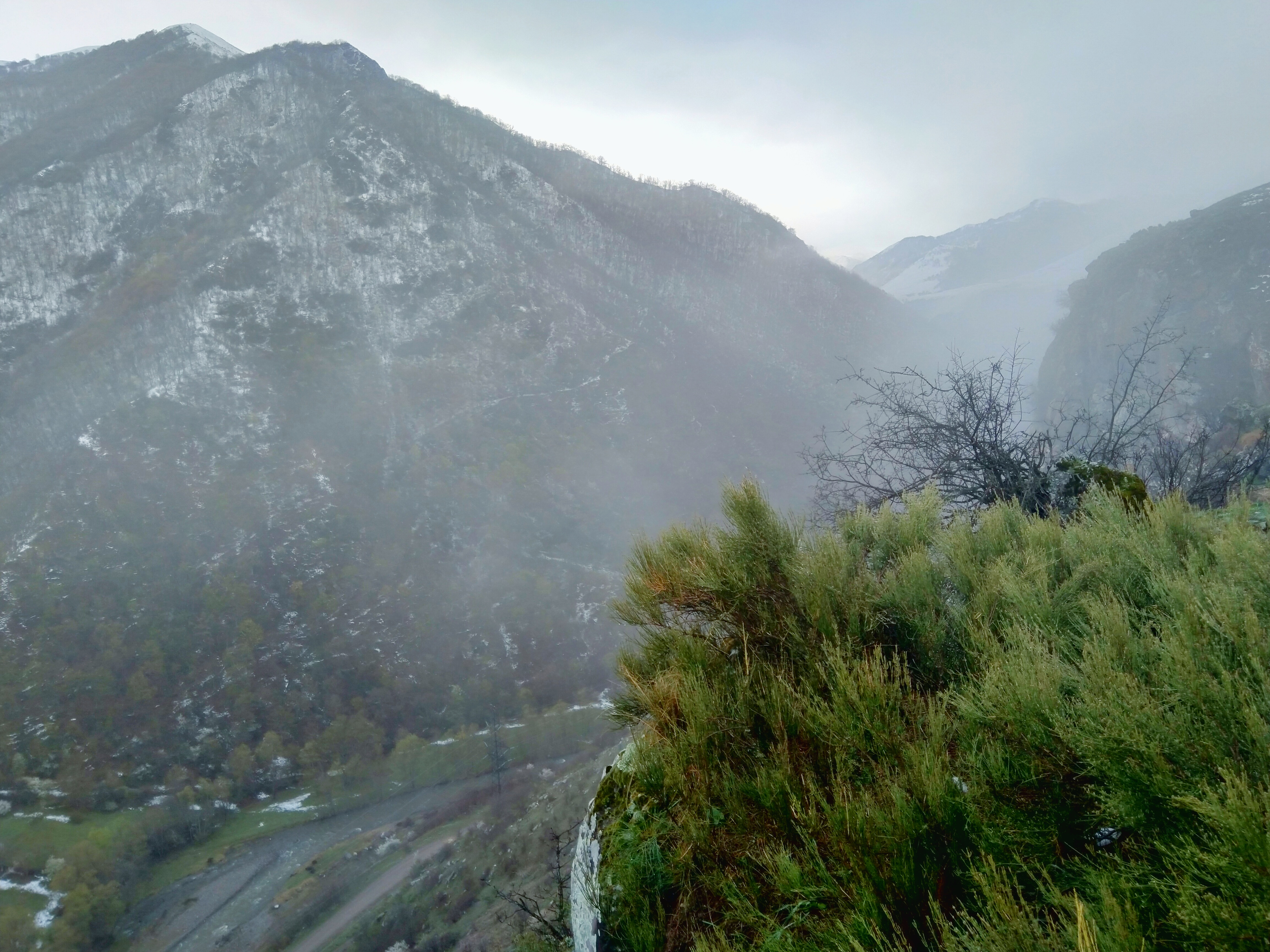
Кусты Ephedra major в Карвачаре

Эти растения встречаются в районах с сухим климатом на большей части Северного полушария, включая Южную Европу, Северную Африку, юго-западную и центральную Азию, юго-западную Северную Америку, и, в Южном полушарии, Южную Америку на юг от Патагонии.

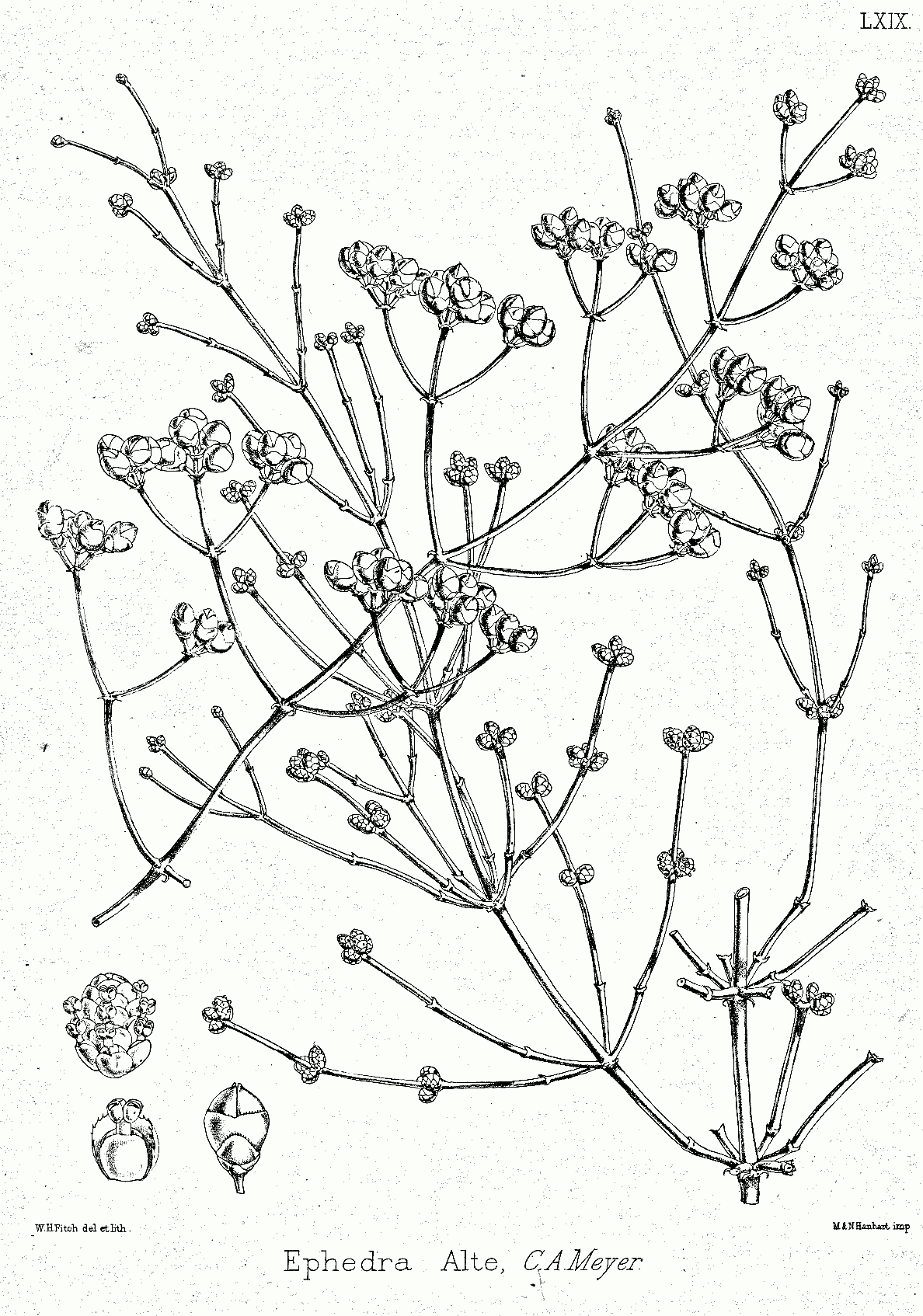
.
Ботаническая иллюстрация из книги Дитриха Брандиса Illustrations of the Forest Flora of North-West and Central India, 1874

На юге европейской части России и в степях Западной Сибири встречается Хвойник двухколосковый (Ephedra distachya) L.
В межгорных котловинах и продольных долинах на Северном Кавказе и в Дагестане отмечен Ephedra major Host (syn. Хвойник рослый (Ephedra procera Fisch. & C.A.Mey.)).

## Природное и хозяйственное значение
Шишкоягоды многих видов эфедры служат кормом для птиц, особенно куропаток.
Растения этого рода, прежде всего хвойник китайский, однако также и некоторые другие, широко используются в традиционной медицине многих народов, например, для лечения астмы, сенной лихорадки и простуды. Медицинский эффект растения преимущественно вызывается высоким содержанием алкалоидов: эфедрина и псевдоэфедрина. Приём биологически активных добавок с хвойником китайским (ма хуанг) приводил к инфарктам и инсультам, вследствие чего эти добавки были запрещены на рынке США.
Постановлением Правительства Российской Федерации от 3 сентября 2004 года представители рода Хвойник (лат. Ephedra L.) включены в список растений, содержащих наркотические вещества, которые запрещены для культивирования на территории Российской Федерации.

## Палеонтология
Из всех гнетовых эфедровые имеют наиболее богатую палеонтологическую летопись. По ископаемым макроостаткам представители рода Эфедра известны с раннего мела.

## История
В 1769 году одно из первых описаний эфедры в России сделал Самуил Гмелин на месте современного Богдинско-Баскунчакского заповедника:

В самой степи обыкновенно растут кусты калмыцкого ладана, а полевая малина (* Ephedra monoftachia) есть наиприятнейшая пища для лисиц, сайгаков, степных зверьков, дудаков и журавлей. Она растет кудрявыми кустиками.

## Виды
По информации базы данных The Plant List (на июль 2016), род включает 70 видов; некоторые из них:
| - Ephedra altissima Desf. — Хвойник высокий - Ephedra americana Humb. & Bonpl. ex Willd. — Хвойник американский - Ephedra aspera Engelm. ex S.Watson — Хвойник шероховатый - Ephedra californica S.Watson — Хвойник калифорнийский - Ephedra distachya L. typus — Хвойник двухколосковый, или Кузьмичёва трава - Ephedra equisetina Bunge — Хвойник хвощёвый - Ephedra foeminea Forrsk. — Хвойник слабый - Ephedra fedtschenkoae Paulsen — Хвойник Федченко - Ephedra fragilis Desf. — Хвойник ломкий - Ephedra gerardiana Wall. ex Stapf — Хвойник Жерарда - Ephedra intermedia Schrenk & C.A.Mey. — Хвойник средний | - Ephedra lomatolepis Schrenk — Хвойник окаймлённый - Ephedra monosperma J.G.Gmel. ex C.A.Mey. — Хвойник односемянный - Ephedra nevadensis S.Watson — Хвойник невадский - Ephedra pachyclada Boiss. — Хвойник толстоветвистый - Ephedra przewalskii Stapf — Хвойник Пржевальского - Ephedra regeliana Florin — Хвойник Регеля - Ephedra sinica Stapf — Хвойник китайский - Ephedra strobilacea Bunge — Хвойник шишконосный - Ephedra torreyana S.Watson — Хвойник Торрея - Ephedra trifurca Torr. ex S.Watson — Хвойник трёхвильчатый - Ephedra viridis Coville — Хвойник зелёный |